# Мцхетський міст
Мцхетський міст (груз. მცხეთის ხიდი) — не збережений міст через річку Куру поблизу міста Мцхета, Грузія. Побудований в античні часи. Затоплений 1926 року після будівництва Земо-Авчальської ГЕС.

## Назва
Назву міст отримав від розташованого поруч із містом Мцхета. Існували також форми Могвський і Могветський міст. Міст також називають мостом Помпея або Помпейським мостом, на честь давньоримського імператора Помпея, який вдерся в Іберію в 65 р. до н. е. і нібито побудував кам'яний міст на цьому місці.

## Історія
Міст був розташований у центральній частині стародавнього іберійського царства Мцхета. Через міст з античних часів проходили основні дороги Закавказзя від Дар'яльської ущелини до південного кордону Грузії і від Чорного моря до Каспійського моря. Згадки про міст зустрічаються в Аппіана (II ст. н. е.), Діона Кассія (II—III ст. н. е.) і Мовсеса Хоренаці (V ст.). У 65 р. до н. е. цар Іберії Артак спалив міст під час нападу римського полководця Гнея Помпея.
У кінці V ст. міст розширено до 100—120 м за наказом царя Вахтанга Горгасалі: «А Вахтанг розширив міст Могвський (Могветський міст) до шістдесяти мхарі, щоб війська могли розминутися на ньому.» Античний міст побудовано на кам'яних підвалинах з дерев'яною прогінною спорудою, яка легко розбиралася або спалювалася в разі необхідності перепинити шлях противнику.
У XVIII столітті міст був на утриманні дворян Мцхети — Гедеванішвілі, які мали право стягувати плату за проїзд мостом. У 1771 році мостом проїжджав мандрівник Йоганн Гюльденштедт: «Ми тепер попрямували вгору берегом Кури, пройшли приблизно версту і перейшли через міст, за що дворянин зі Мцхети стягує мостове мито. Він ледве витримав наш перехід.».
О. С. Пушкін згадує міст у «Подорожі в Арзрум під час походу 1829 року»:
|  | За декілька верст від Гарцискала ми переправилися через Куру стародавнім мостом, пам'ятником римських походів...Оригінальний текст (рос.) В нескольких верстах от Гарцискала мы переправились через Куру по древнему мосту, памятнику римских походов… |

Інженер Термін, який перебудував міст у 1839—1841 роках, так описував старий Мцхетський міст:
|  | ...якщо тут і був колись міст, побудований римлянами, то пізніше він зруйнувався і був перебудований грузинами або персами....Оригінальний текст (рос.) …если здесь и существовал некогда мост, построенный римлянами, то в позднейшее время он пришел в разрушение и был перестроен грузинами или персами… |

Підпори моста були побудовані з кругляка на скельній основі, прогінна споруда була дерев'яною з арковим проходом близько 21 м. Між середньою підпорою і лівим берегом було ще п'ять малих зводів з булижного каменю для пропускання паводкових вод. Ширина моста становила 4,3 м.
Збереглося два зображення Мцхетського моста: картина «Помпеїв міст у Мцхеті» відомого російського художника XIX століття Н. Г. Чернєцова (зберігається у фондах Російського музею в Санкт-Петербурзі) і картина англійського мандрівника Р. Лаєлла, поміщена в його книзі, виданій у Лондоні 1825 року.

З розвитком важкого транспорту в XIX столітті використання старого моста стало небезпечним. У 1839—1841 роках старий міст розібрали і на його місці збудували новий кам'яний міст. Через головний рукав побудували коробову арку з тесаного штучного каменю з отвором 23,5 м. У лівій цегельній стіні для пропуску паводкових вод зробили 2 отвори по 10,7 і 6,4 м. Через бічні рукави облаштували три мости з цегли, кожен в одну арку з отвором 10,7 м. Головний звід і лицьові поверхні підпор облицювали жовтим пісковиком. 
Керував перебудовою моста інженер Терміна. Вартість робіт склала 55 тис. руб. сріблом. Під час реконструкції моста знесено сторожову вежу, розташовану перед ним.

У 1926 році після будівництва Земо-Авчальської ГЕС міст затоплено. Спочатку планувалося підірвати міст, але на вимогу археологів його збережено. Новий міст побудовано 1926 року за проєктом інженерів Б. Мікеладзе і Я. Кареліна на 450 м вище за течією річки. На правому березі річки на скелястому стрімчаку збереглися залишки кам'яної кладки від давньої берегової опори Мцхетського моста.

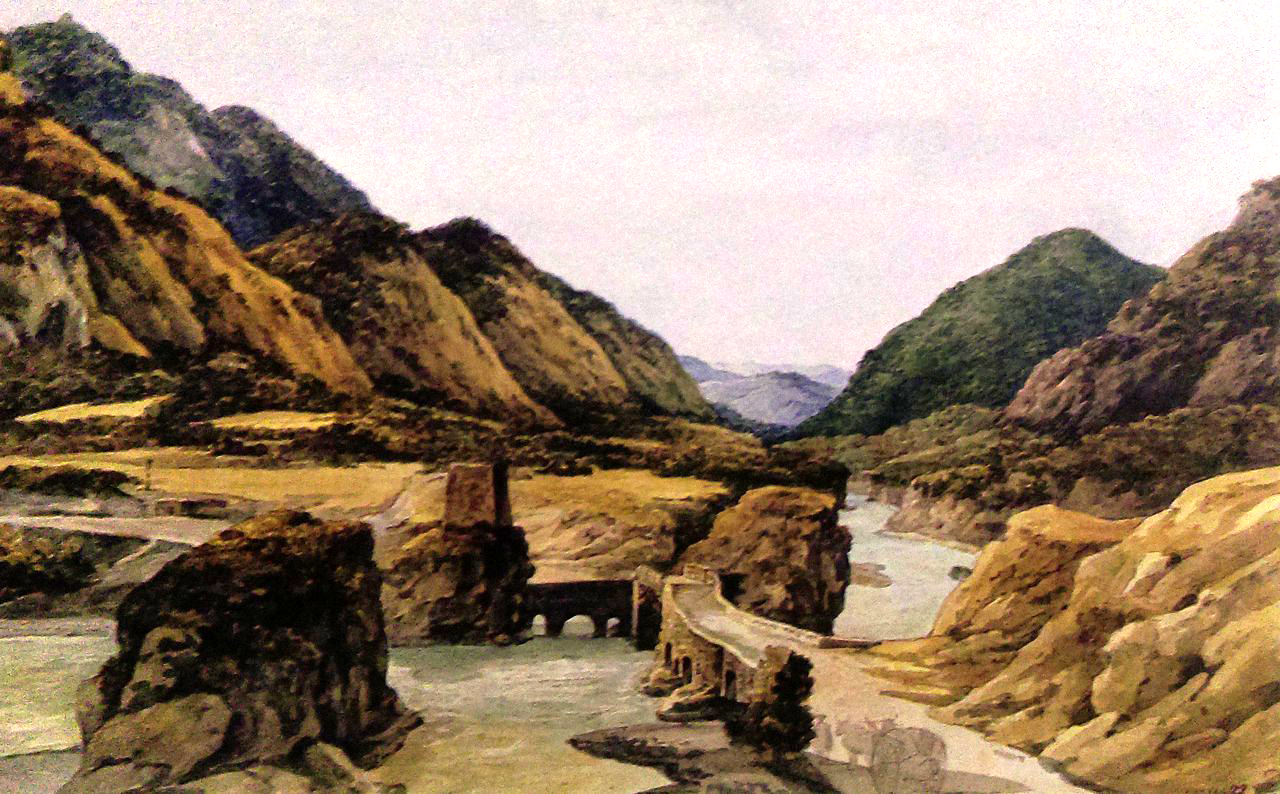
«Помпеїв міст у Мцхеті» (Н. Р. Чернецов, 1832 рік)
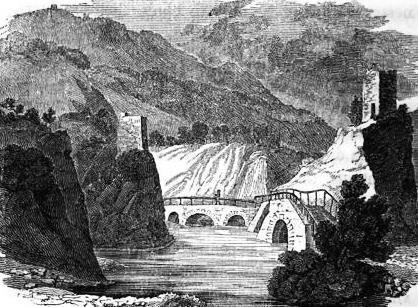
Малюнок моста з книги Р. Лаєлла, 1825 рік
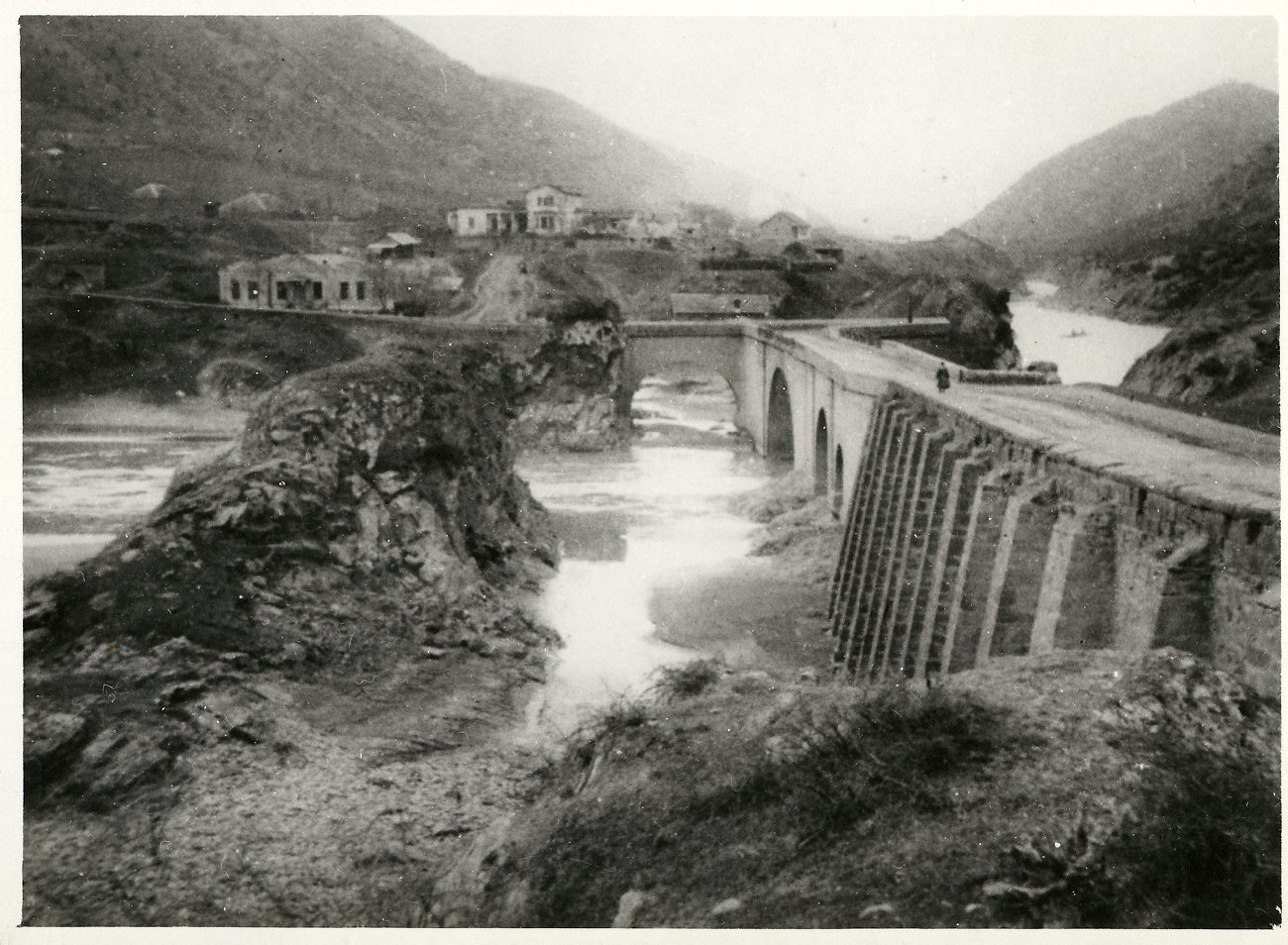
Міст у 1870-х роках